# エモーションズ
エモーションズ（The Emotions）はアメリカの女性3人組のコーラス・グループ。ヒット曲の「ベスト・オブ・マイ・ラブ」はディスコ・クラシックとして知られる。

## 経歴
シカゴ出身のジャネット、ワンダ、シーラのハッチンソン姉妹により結成。
1968年にスタックスからデビューした。
後にCBSレコード移籍し、1977年にアース・ウィンド・アンド・ファイアーのモーリス・ホワイトとアル・マッケイが書いた「ベスト・オブ・マイ・ラブ」は全米4週連続1位の大ヒットを記録した。
1979年にはアース・ウィンド・アンド・ファイアーのヒット曲「ブギー・ワンダーランド」にもコーラスで参加している。